# 平尾彰子
平尾 彰子（ひらお あきこ、1985年（昭和60年）。- ）は、日本の学者、博士（理学）、元鶴岡工業高等専門学校物質工学科助教、専門は時間栄養学・時間運動学。

## 略歴
- 1985年（昭和60年） - 誕生[1]。山形県酒田市出身[3]
- 2004年（平成16年）3月 - 山形県立酒田東高等学校卒業[3]
- 2008年（平成20年） - 早稲田大学理工学部生命工学科卒業[4]。
- 2010年（平成22年）3月 - 早稲田大学人間科学研究科健康・生命医科学研究領域修了、修士(人間科学)号取得[4]
- 2010年（平成22年） - 独立行政法人日本学術振興会特別研究員就任[1]
- 2012年（平成24年） - 独立行政法人日本学術振興会特別研究員退任[1]
- 2012年（平成24年）4月 - 独立行政法人国立高等専門学校機構鶴岡工業高等専門学校物質工学科助教就任[3][1]。剣道部顧問[4]。
- 2012年（平成24年） - 『本当は怖い体内時計の乱れ』山形県立酒田東高等学校創立記念式典記念講演。
- 2013年（平成25年）3月 - 早稲田大学先進理工学研究科電気・情報生命専攻博士課程修了[4][1]
- 2013年（平成25年）3月15日 - 理学博士号取得[2]

## 受賞歴
- 2009年（平成21年） - XI Congress of European Biological Rhythm Society 旅費補助者表彰[5]。
- 2010年（平成22年） - 早稲田大学創立125周年記念奨学生表彰（第1位通過）[5]
- 2011年（平成23年） - 第10回杉田玄白賞（史上最年少受賞）[5]
- 2011年（平成23年） - 2011年度ネスレ栄養科学会議論文賞[5]
- 2012年（平成24年） - 2011年度小野梓記念賞・学術賞[6]。
- 2013年（平成25年） - 第12回インテリジェント･コスモス奨励賞[7]。

## 出演
- 2011年（平成23年）12月13日 - 「明日のすイエンサー」（NHK Eテレ）[8]。

## 著作物
単著
- 『体内時計の科学と産業応用』第3編・第11章「体内時計が栄養・食物摂取に及ぼす効果」 平尾彰子（著） シーエムシー出版（出版） 2011年
- 『かにかくに、時間栄養学の視点から体内時計を考える』 平尾彰子（著） 御食国若狭倶楽部（出版） 2012年[1]

共著
- 『体内時計の科学と産業応用』第3編・第10章「食品の体内時計に対する効果」 平尾彰子、柴田重信（著） シーエムシー出版（出版） 2011年

博士論文
- 平尾彰子『マウス末梢体内時計への給餌性同調の栄養学的解明』 早稲田大学〈博士(理学), 甲第3941号〉、2013年。 NAID 500000574734。

論文
- 田原優, 平尾彰子, 坪井琢磨, 田中麻貴, 吉田晶子, 柴田重信「マウス視交叉上核と網膜における光誘導性の位相シフトに関するグリシンのc-fos発現への影響」『日本生理学会大会発表要旨集』第2008巻、日本生理学会、2008年、090-090頁、doi:10.14849/psjproc.2008.0_090_3、NAID 130005449527。
- 平尾彰子, 田原優, 井筒裕之, 本間さと, 本間研一, 柴田重信「栄養素摂取によって引き起こされるマウス肝臓時計遺伝子発現リズム」『日本生理学会大会発表要旨集』第2008巻、日本生理学会、2008年、198-198頁、doi:10.14849/psjproc.2008.0.198.1、NAID 130007039203。
- 平尾彰子, 柴田重信「時間栄養学 (特集 時間薬理学--最適な投与方法を求めて)」『医薬ジャーナル』第45巻第6号、医薬ジャーナル社、2009年6月、102-106頁、ISSN 02874741、NAID 40016705218。
- 平尾彰子「マウス肝臓体内時計への給餌性同調における栄養素の効果」『人間科学研究』第23巻第1号、早稲田大学人間科学学術院、2010年3月、44-44頁、ISSN 1880-0270、NAID 120005260266。
- 柴田重信, 平尾彰子「時間栄養学とはなにか」『日本薬理學雜誌』第137巻第3号、日本薬理学会、2011年3月、110-114頁、doi:10.1254/fpj.137.110、ISSN 00155691、NAID 10029417255。
- 平尾彰子, 柴田重信「体内時計を用いた理想的な食生活作りのために」『顕微鏡』第47巻第2号、日本顕微鏡学会、2012年6月、83-86頁、doi:10.11410/kenbikyo.47.2_83、ISSN 13490958、NAID 10030794049。